# هنري كابلان (مخرج)
هنري كابلان (بالإنجليزية: Henry Kaplan)‏ هو مخرج أمريكي، ولد في 13 سبتمبر 1926، وتوفي في 14 سبتمبر 2005.

## وصلات خارجية
- هنري كابلان على موقع IMDb (الإنجليزية)
- هنري كابلان على موقع ألو سيني (الفرنسية)
- هنري كابلان على موقع قاعدة بيانات برودواي على الإنترنت (الإنجليزية)
- هنري كابلان على موقع قاعدة بيانات الفيلم (الإنجليزية)
- هنري كابلان على موقع كينوبويسك (الروسية)